# Euphalerus fasciatus
Euphalerus fasciatus är en insektsart som beskrevs av Robert Malcolm Laing 1923. Euphalerus fasciatus ingår i släktet Euphalerus och familjen rundbladloppor. Inga underarter finns listade i Catalogue of Life.